# 한국삼육고등학교
한국삼육고등학교(韓國三育高等學校)는 대한민국 서울특별시 노원구 공릉동에 위치한 사립 고등학교이다.

## 학교 연혁
- 1906년 10월 10일 : 평남 순안 포정리에 사숙 개설, 삼육의 건학 이념으로 의명학교를 창설, 스미스 목사 초대 교장으로 취임
- 1938년 4월 3일 : 서울 회기동 본부 교회당에서 경성 삼육원으로 개원
- 1947년 9월 1일 : 서울 동대문구 면목동에 삼육 중학교(지금의 고등학교)를 재건하고 이재명 목사가 교장으로 취임
- 1949년 11월 13일 : 경기도 양주군 노해면 공덕리(현위치)로 교사 이전
- 1950년 6월 : 한국전쟁으로 임시 휴교
- 1951년 3월 11일 : 제주도 성산포에서 피난 중 임시 개교
- 1951년 8월 8일 : 삼육중학교(고등학교) 제1회 졸업생 15명을 배출함
- 1957년 2월 28일 : 삼육고등학교로 개편 인가(문보 제70호)
- 1963년 3월 16일 : 삼육고등학교를 한국삼육 고등학교로 교명 변경 인가(문관행 제10413)
- 1980년 3월 3일 : 신축교사 준공
- 1986년 11월 27일 : 강당 준공식
- 2002년 12월 2일 : 기숙사 준공
- 2021년 3월 2일 : 제24대 김학택 교장 취임
- 2022년 2월 9일 : 제72회 졸업식(146명 졸업, 총 9,902명)
- 2022년 3월 2일 : 입학식(160명 입학)

## 참고 자료
- 한국삼육고등학교 - 한국교육학술정보원 학교알리미